# 拟石花属
拟石花属（学名：Gelidiopsis）为江蓠科的一个属。现为 伴绵藻属Ceratodictyon Zanardini, 1878的异名，因而将其划归节荚藻科（Lomentariaceae）。

## 下级分类
本属包括以下物种：
- 缠结拟石花 Gelidiopsis intricata
- 匍匐拟石花 Gelidiopsis repens